# Valise sèche
Pour les articles homonymes, voir DDS.

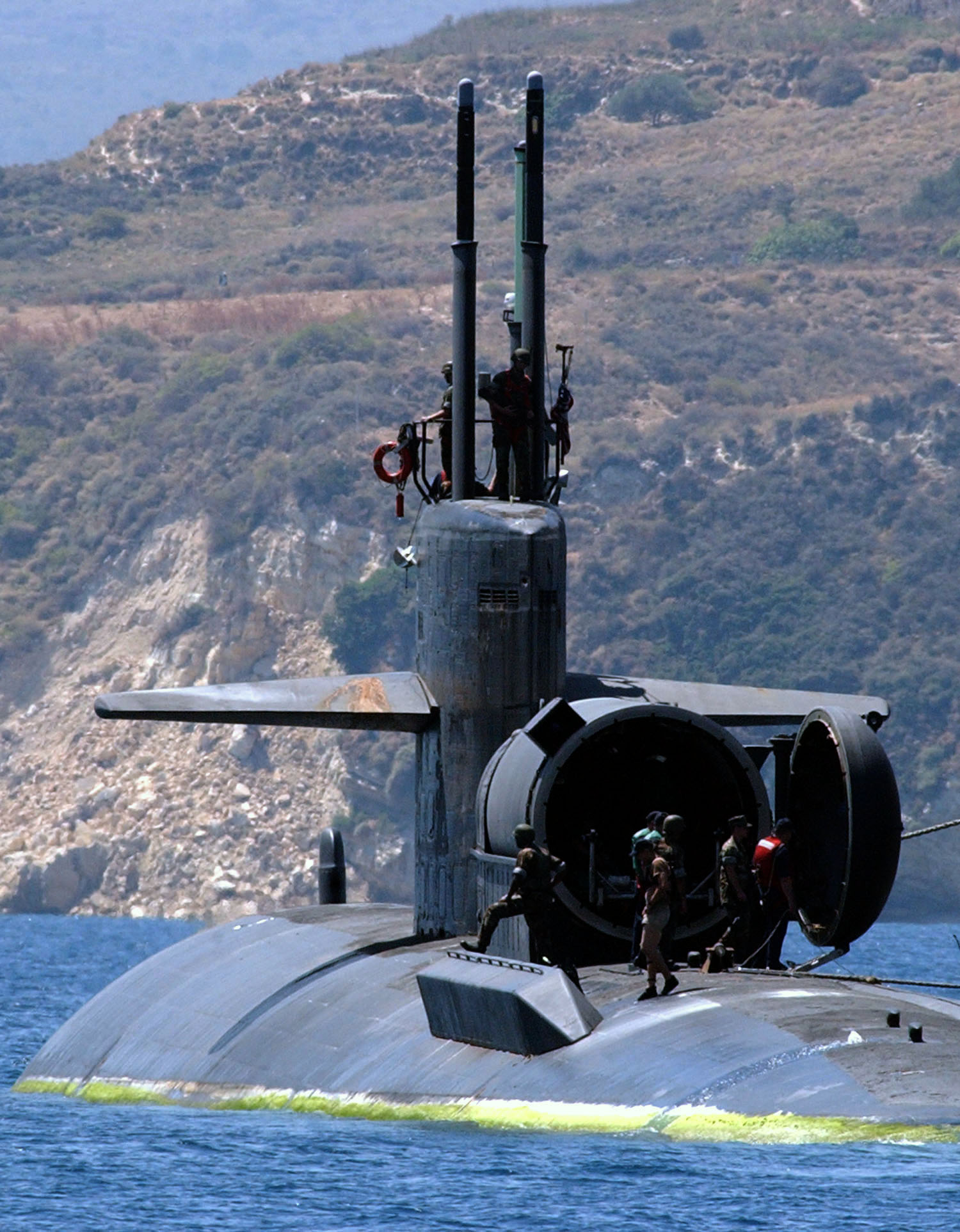
Valise sèche visible sur le sous-marin.

Un hangar de pont (en anglais : dry deck shelter ou DDS, soit littéralement « abri de pont sec »), ou « valise sèche »[réf. nécessaire], est un module amovible qui peut être fixé sur le pont d'un sous-marin pour faciliter l'entrée et la sortie des plongeurs lorsque le sous-marin est immergé. La taille de la valise sèche permet de transporter également du matériel comme des propulseurs de plongée.

## Description
Le sous-marin accueillant le module doit être spécialement modifié pour en tenir compte en raison de la trappe, de branchements électriques et de tuyaux de ventilation. Certains sous-marins peuvent soutenir plusieurs modules, généralement en pontée, derrière le massif pour des raisons hydrodynamiques.
Le type de valise sèche utilisé par la marine des États-Unis (US Navy) mesure 11,6 mètres de long sur 2,7 mètres de haut et de large. Ce type est fabriqué au chantier naval Electric Boat de Groton.
En France, un module de ce type au profit des Forces sous-marines françaises (FSM) est testé sur le Suffren en décembre 2020, premier sous-marin de la Classe Suffren, classe sur laquelle on trouve l'appellation hangar de pont au lieu de valise sèche.

## Galerie

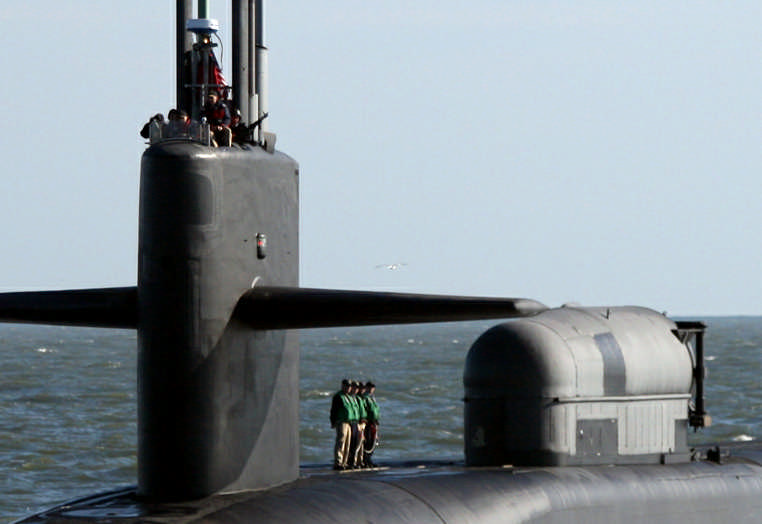
Valise sèche sur l'USS Georgia.
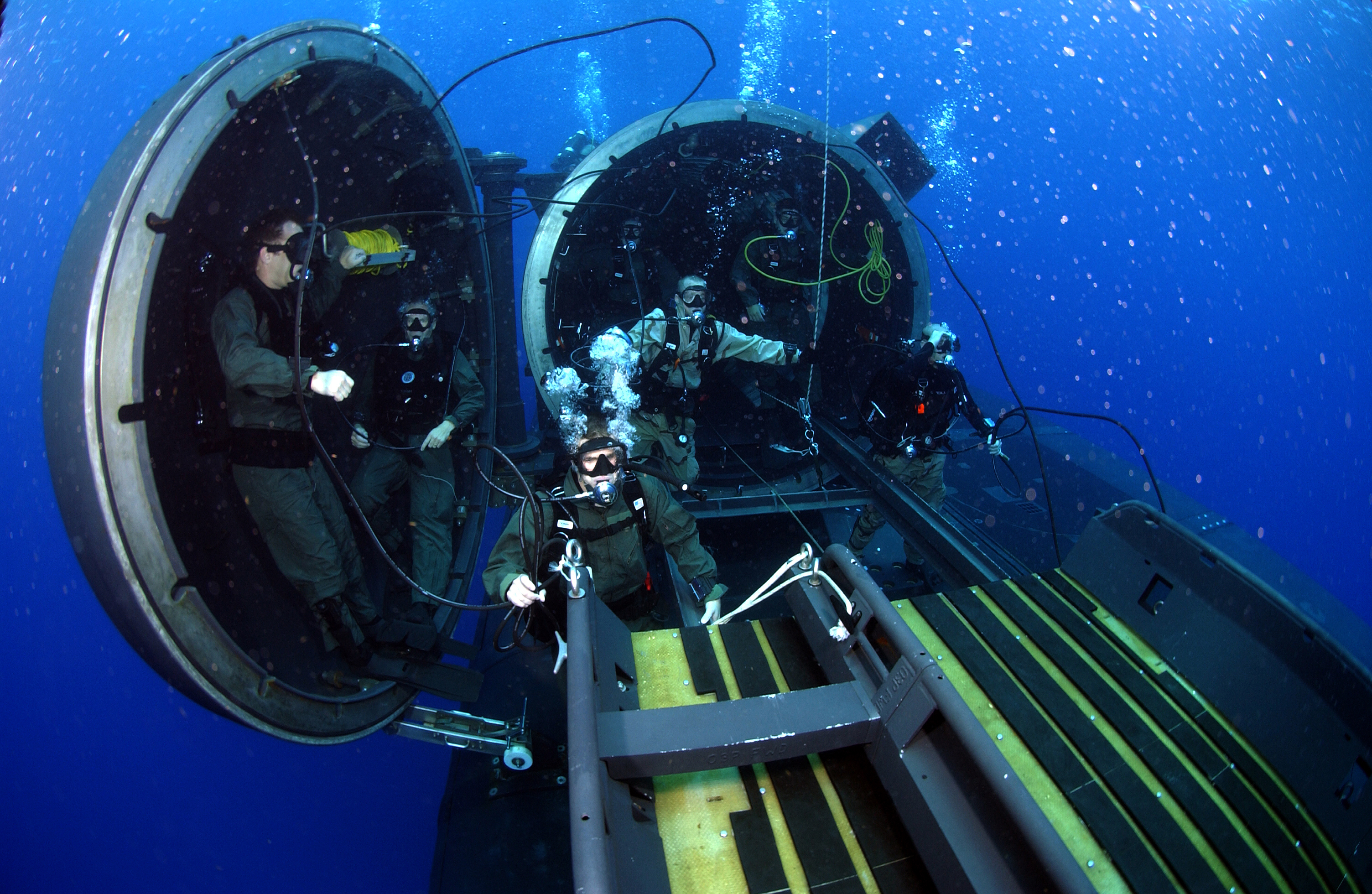
Valise sèche ouverte.
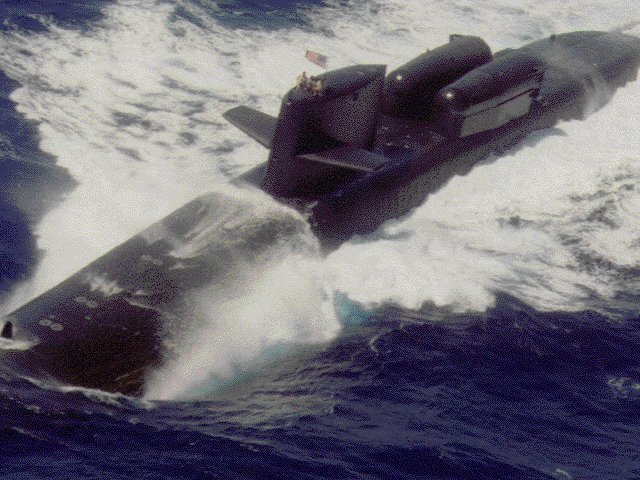
Deux valises sèches sur l'USS Kamehameha.
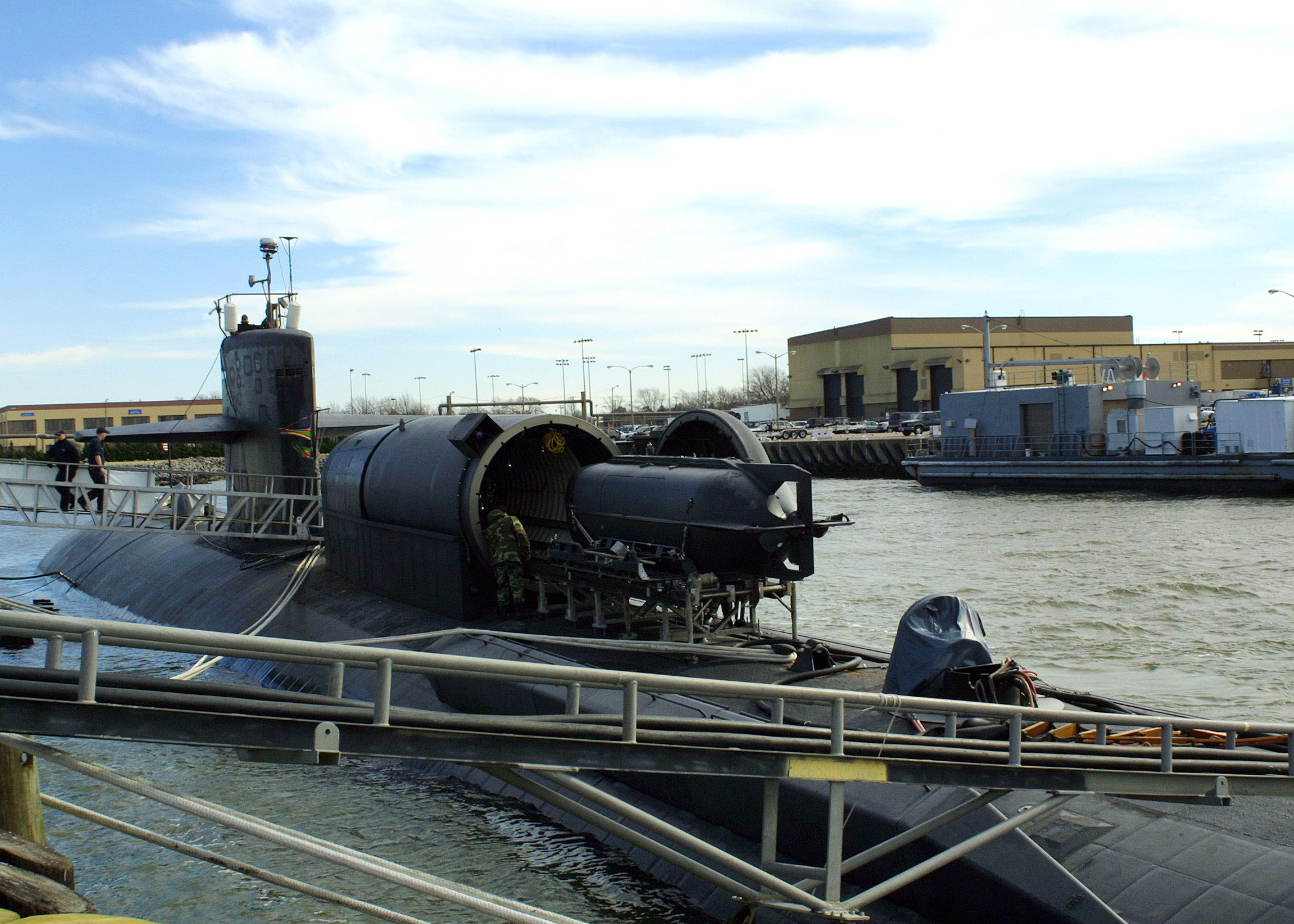
Un sous-marin de poche SEAL Delivery Vehicle (en) en chargement dans la valise sèche du sous-marin américain USS Dallas de la classe Los Angeles.

## Dans la culture populaire
- Dans le jeu vidéo Call of Duty: Modern Warfare 2, le niveau consistant à attaquer une plate-forme pétrolière russe transformée en site de lancement de missiles SAM commence par une sortie en valise sèche.